# دين عرقي

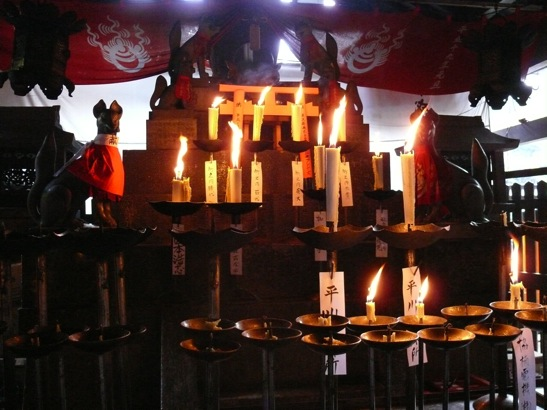
مذبح شنتويّ في اليابان: الشنتو هو الدين العرقي للشعب الياباني.

في الدراسات الدينية الدين العرقي أو الدين الإثني هو دين أو معتقد مرتبط بمجموعة عرقية معينة. غالبًا ما يتم تمييز الأديان العرقية عن الأديان العالمية التي تدعي أنها غير محدودة في النطاق العرقي أو الوطني، مثل المسيحية أو الإسلام، حيث يكون اكتساب المتحولين هدفًا أساسيًا، وبالتالي لا يقتصر انتشارها على النطاق الإثني أو القومي أو العرقي. تمارس بعض الطوائف المحلية للأديان العالمية من قبل مجموعات عرقية معينة، على سبيل المثال، لدى الآشوريين بُنية طائفية فريدة من المسيحية تُعرف باسم المسيحية السريانية.

## المصطلح
الأديان العرقيَّة متميزة في علاقتها مع مجموعة عرقية معينَّة وغالباً في تشكيل تضامن المرء مع الهوية العرقية. ويُستخدام عدد من المصطلحات البديلة بدلاً من الدين العرقي. مصطلح آخر يُستخدم في كثير من الأحيان هو الدين الشعبي. في حين أنَّ للدين العرقي والدين الشعبي استخدامات متداخلة، فإن المصطلح الأخير يُشير إلى «تخصيص المعتقدات والممارسات الدينية على المستوى الشعبي». لذلك يمكن استخدام مصطلح الدين الشعبي للتحدث عن ديانات صينية وأفريقية معينة، ولكن يُمكن أن يُشير أيضًا إلى التعبيرات الشعبية للأديان العالمية والمؤسسية مثل المسيحية الشعبية أو الإسلام الشعبي.
في السياقات الغربية، يتم استخدام مجموعة متنوعة من المصطلحات لوصف الدين العرقي. في الولايات المتحدة وكندا، كان المصطلح البديل الشائع هو «دين الطبيعة». تبنت بعض الحركات الوثنية الجديدة، خاصةً في أوروبا، الدين العرقي كمصطلح مفضل لديهم، وربطوا أنفسهم بالإثنولوجيا. يشمل هذا بشكل خاص المؤتمر الأوروبي للأديان العرقية، والذي اختار اسمه بعد مناقشة استمرت يومًا كاملاً في عام 1998، حيث أعرب غالبية المشاركين عن أن مصطلح وثني يحتوي على الكثير من الدلالات السلبية وأنّ وصف الإثنية أو العرقيَّة أفضل لوصف تقاليدهم في بعض الدول المعينة.

## الاستخدام
يتم تعريف الدين العرقي على أنها الأديان التي ترتبط بمجموعة عرقية معينة، وغالبًا ما يُنظر إليها على أنها جزء محدد من ثقافة ولغة وعادات هذا العرق. وغالباً ما تحتفظ مجموعات الشتات بالأديان العرقيَّة كوسيلة للحفاظ على هوية عرقية مميزة مثل دور الديانات الأفريقية التقليدية وديانات الشتات الأفريقي بين الشتات الأفريقي في الأمريكتين.
وجدت بعض الديانات العرقية القديمة، مثل تلك الموجودة تاريخيًا في أوروبا ما قبل الحديثة، حيوية جديدة في الوثنية الحديثة. علاوة على ذلك، من المعروف أن بعض الديانات العالمية وغير العرقية، مثل المسيحية، تتخذ سمات عرقية إلى حد أنها تؤدي دورًا كعلامة هوية عرقية مهمة، ومن الأمثلة البارزة على ذلك «القديس سافا» في الكنيسة الصربية الأرثوذكسية، والتراث الديني والثقافي للمسيحية السريانية الفرع المسيحي الخاص بالشعب الآشوري.

## قائمة الأديان العرقية
تشمل بعض الديانات العرقية ما يلي:

### الشرق الأوسط

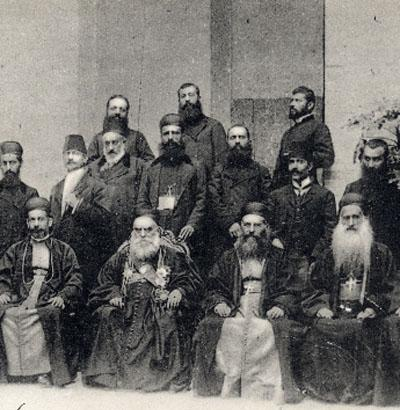
الموارنة هي إثنية دينية تتبع الكنيسة المارونية.

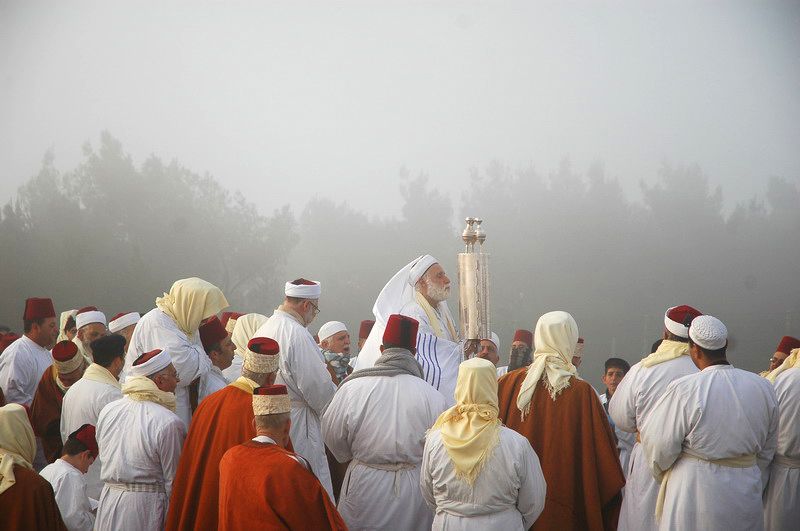
السامريون هي إثنية دينية تمارس الديانة السامريَّة.

الصابِئَة المَنْدَائِيُّون هي إثنية دينية تمارس الديانة المندائية.

| الموطن                                | الجماعة العرقية    | الديانة             |
| ------------------------------------- | ------------------ | ------------------- |
| إسرائيل                               | يهود               | اليهودية            |
| العراق- سوريا- تركيا- إيران           | آشوريون            | مسيحية سريانية      |
| سوريا- لبنان- إسرائيل                 | موحدون دروز        | مذهب التوحيد الدرزي |
| لبنان                                 | موارنة             | مسيحية مارونية      |
| سوريا- تركيا                          | علويون             | العلوية             |
| العراق- إيران                         | الصابِئَة المَنْدَائِيُّون | المندائية:4         |
| العراق                                | أيزيديون           | يزيديَّة              |
| إسرائيل- فلسطين                       | سامريون            | سامريَّة              |
| الإمبراطورية الرومانية (مقاطعة يهودا) | بنو إسرائيل        | مسيحية مبكرة        |

### آسيا

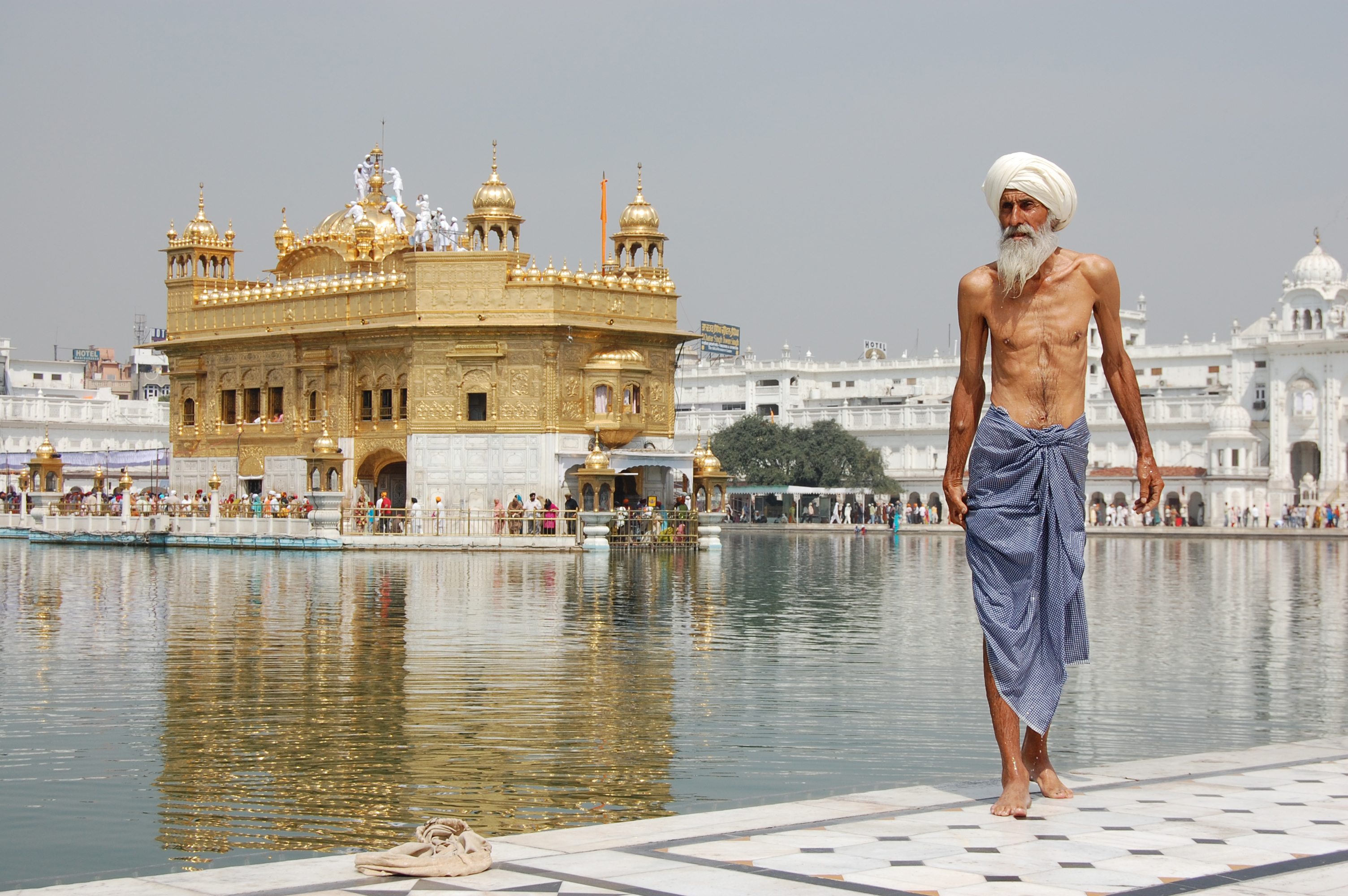
السيخ هي إثنية دينية تمارس الديانة السيخية.

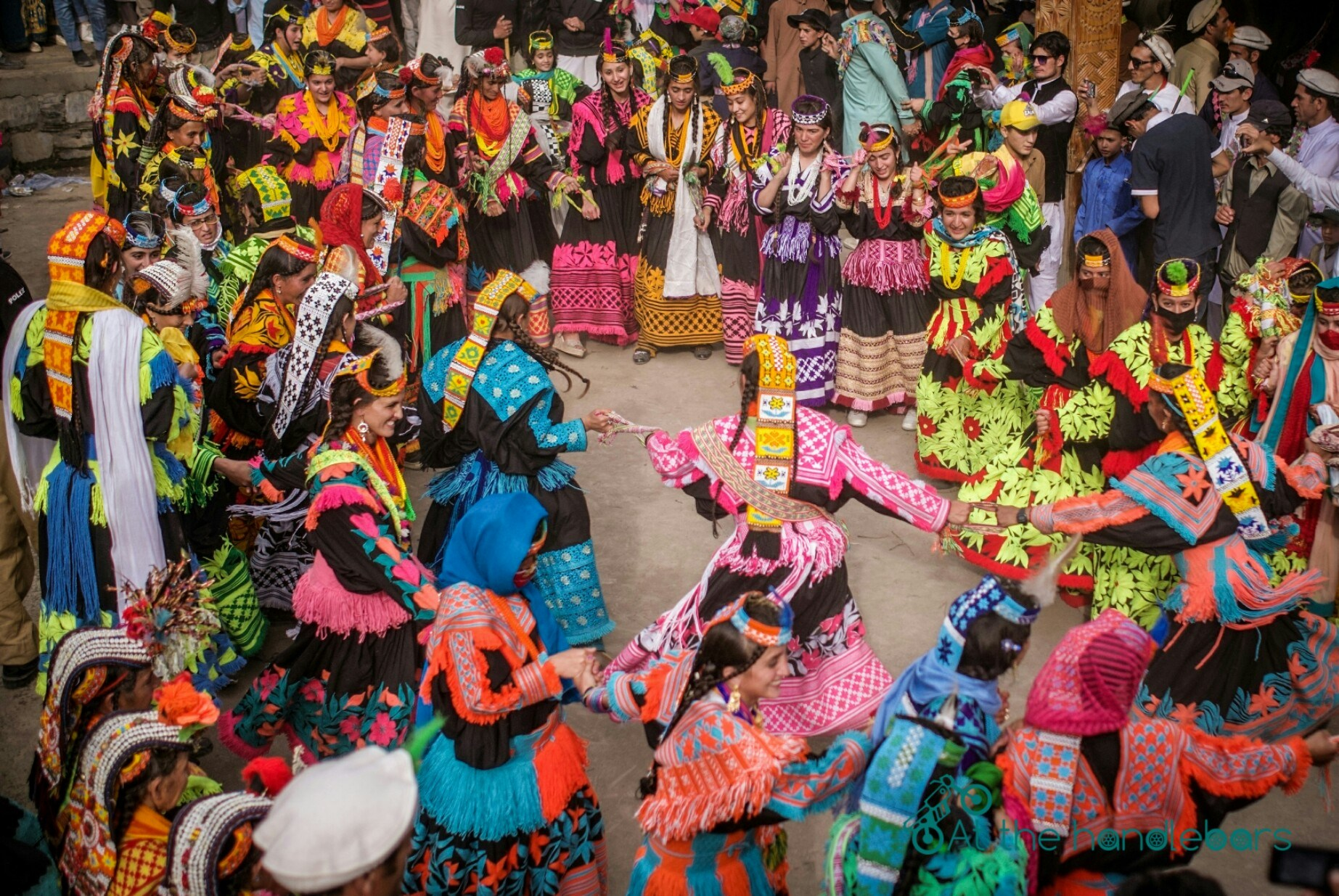
تمارس قبيلة الكيلاش ديانة الكيلاش العرقيَّة.

| الموطن                         | الجماعة العرقية | الديانة           |
| ------------------------------ | --------------- | ----------------- |
| الصين                          | الهان الصينيون  | ديانة شعبية صينية |
| الهند                          | هنود            | الهندوسية         |
| الهند- باكستان                 | الشعب البنجابي  | السيخية           |
| اليابان                        | يابانيون        | شنتو              |
| إيران                          | شعوب إيرانية    | الزرادشتية        |
| كوريا الجنوبية- كوريا الشمالية | كوريون          | شامانية كورية     |
| منغوليا- كازاخستان             | مغول وترك       | تنغرية            |
| باكستان                        | قبيلة الكيلاش   | ديانة الكيلاش     |
| تبت                            | شعب التبت       | الوثنية التبتية   |
| الهند- بنغلاديش                | سنتال           | ديانة سنتالية     |
| إندونيسيا                      | جاويون          | كيجاون            |

### أوروبا
| الموطن          | الجماعة العرقية | الديانة                   |
| --------------- | --------------- | ------------------------- |
| أبخازيا         | أبخاز           | الوثنية الأبخازية الحديثة |
| المجر           | مجريون          | الدين المجري المحلي       |
| النرويج- السويد | قومية سامي      | شامانية قومية سامي        |

### أفريقيا جنوب الصحراء

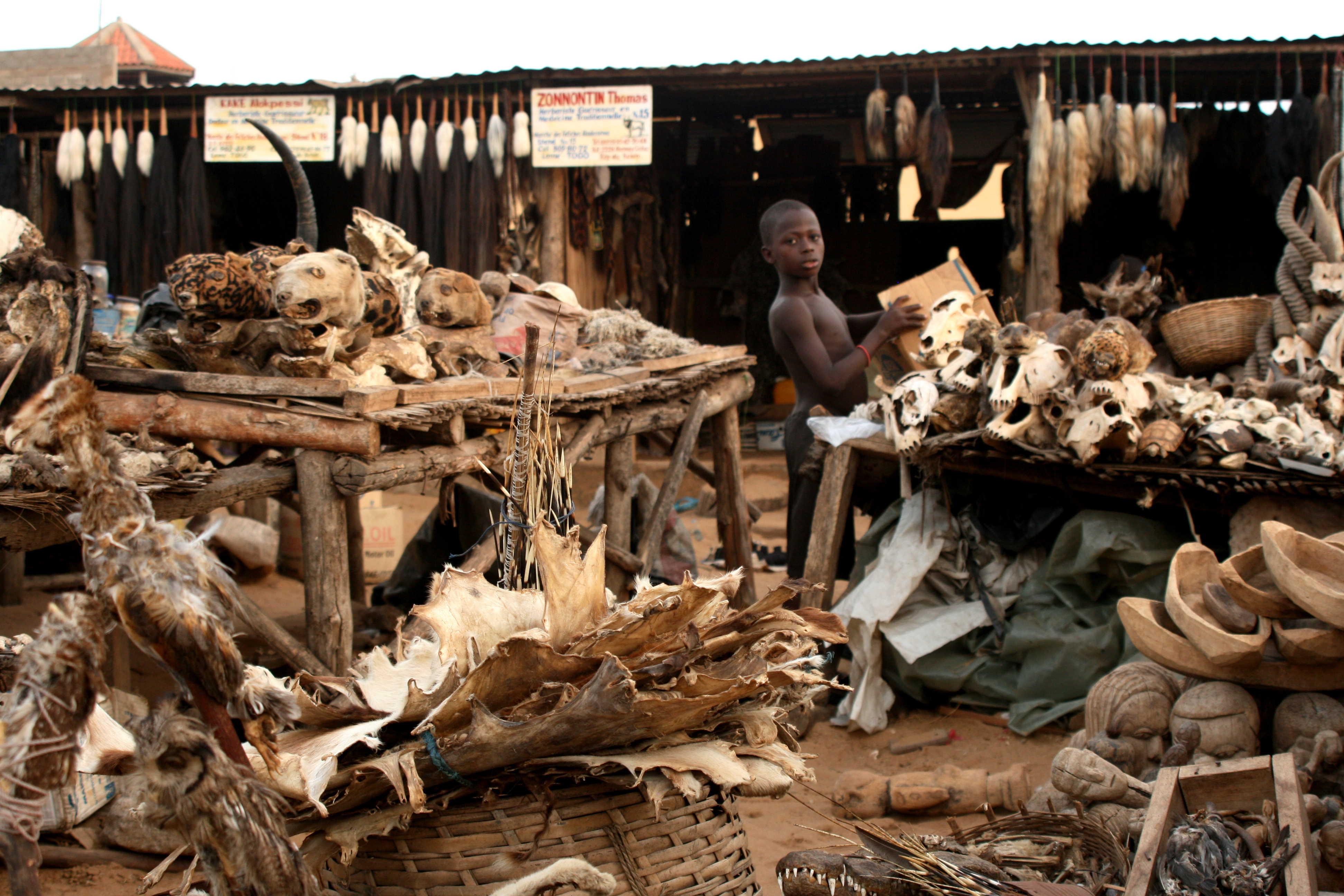
تمارس الفودو من قبل شعب فون وشعب الإوي.

| الموطن           | الجماعة العرقية    | الديانة       |
| ---------------- | ------------------ | ------------- |
| مصر              | أقباط              | مسيحيَّة قبطيَّة  |
| السنغال          | سيريريون           | ديانة سيريرية |
| نيجيريا          | يوروبا             | ديانة يوروبية |
| نيجيريا          | شعب الإيغبو        | أودينالا      |
| بنين             | شعب فون وشعب الإوي | فودو          |
| غانا- ساحل العاج | أكانيون            | ديانة أكان    |

### الأمريكتان
| الموطن         | الجماعة العرقية | الديانة      |
| -------------- | --------------- | ------------ |
| جرينلاند- كندا | إنويت           | دين الإنويت  |
| غواتيمالا      | شعب المايا      | عقيدة المايا |
| جامايكا        | جامايكيون       | راستافارية   |

## معرض الصور

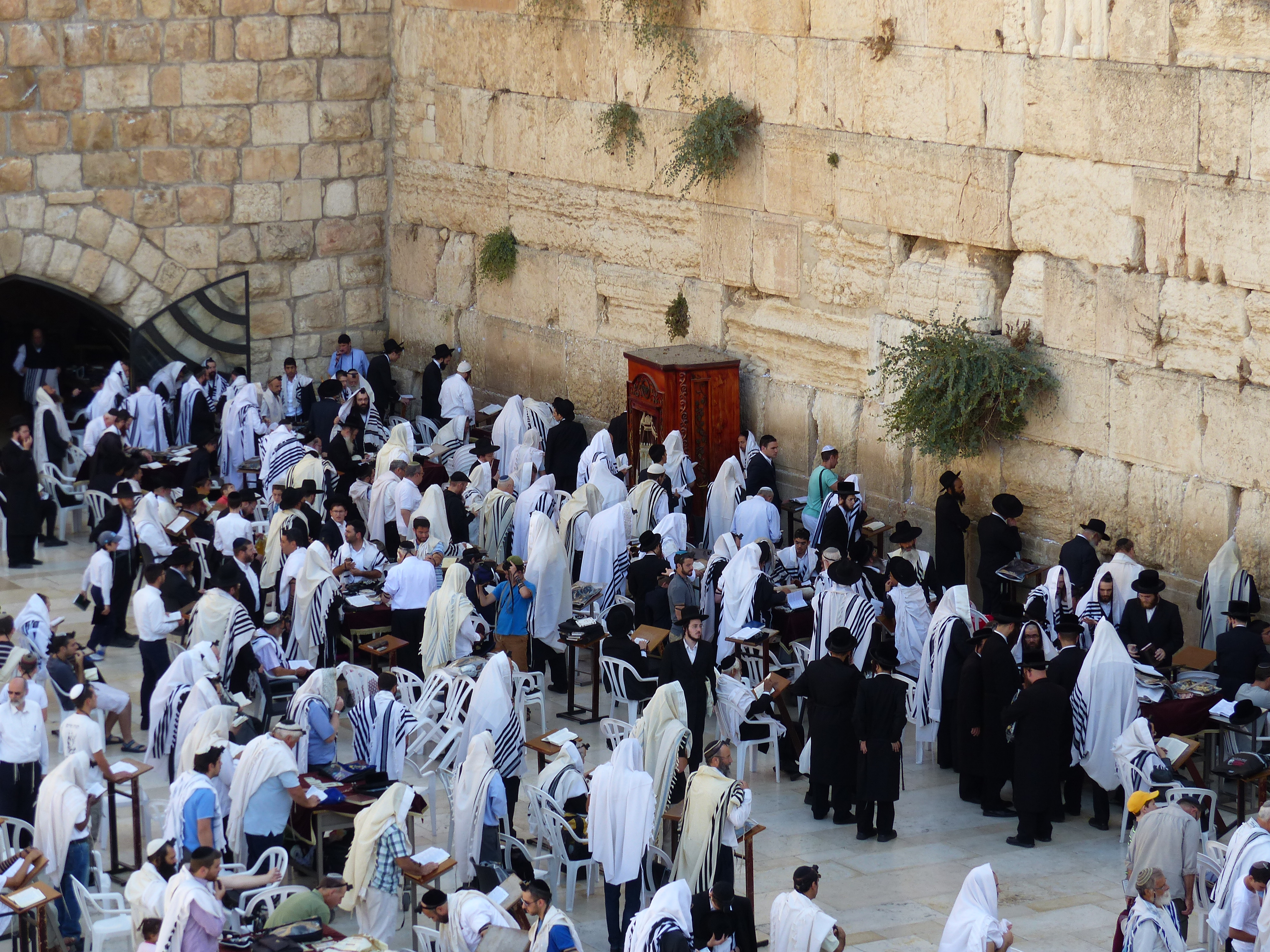
اليهودية، وهي الديانة العرقية للشعب اليهودي
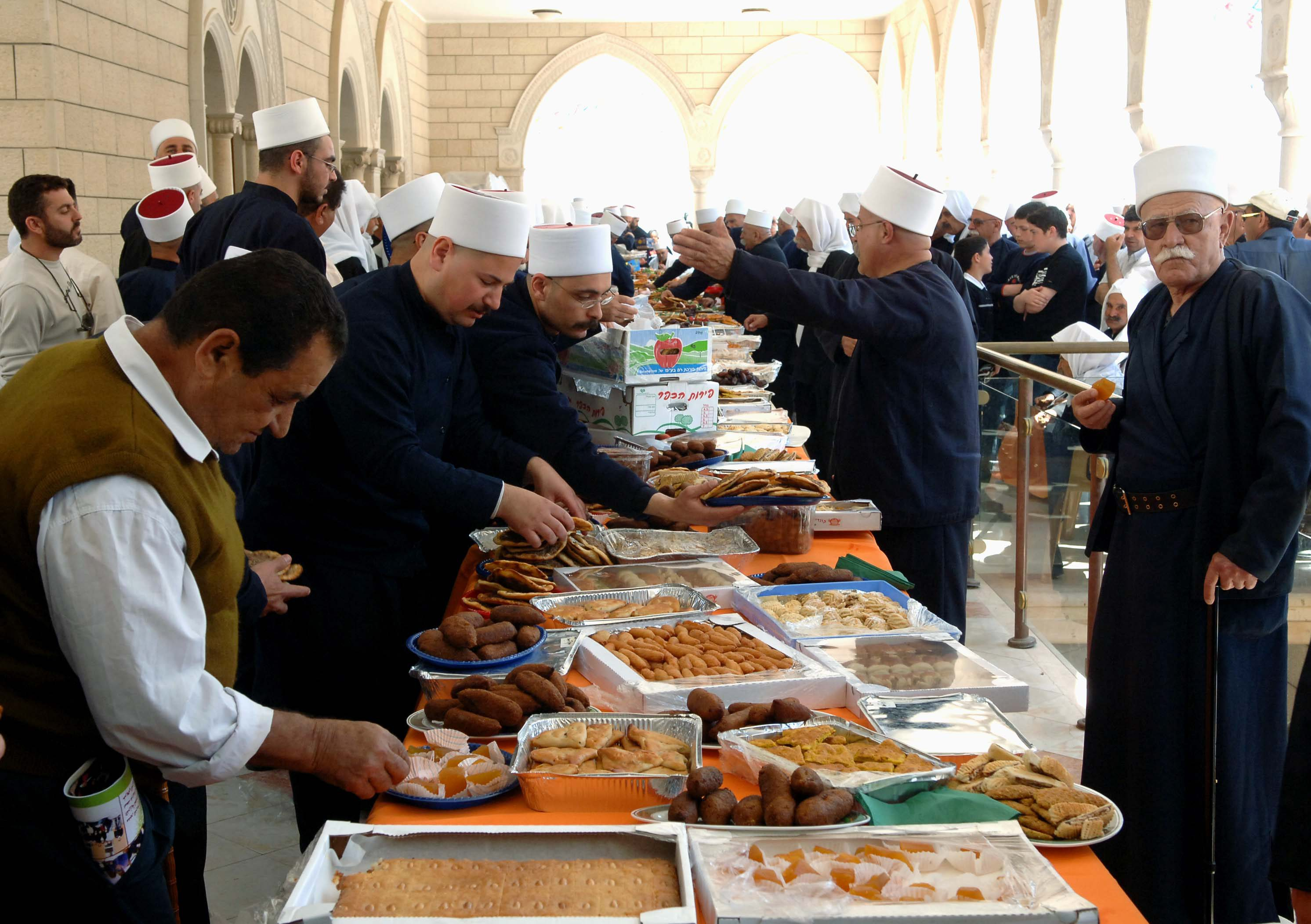
مذهب التوحيد الدرزي، وهي الدين العرقي للدروز
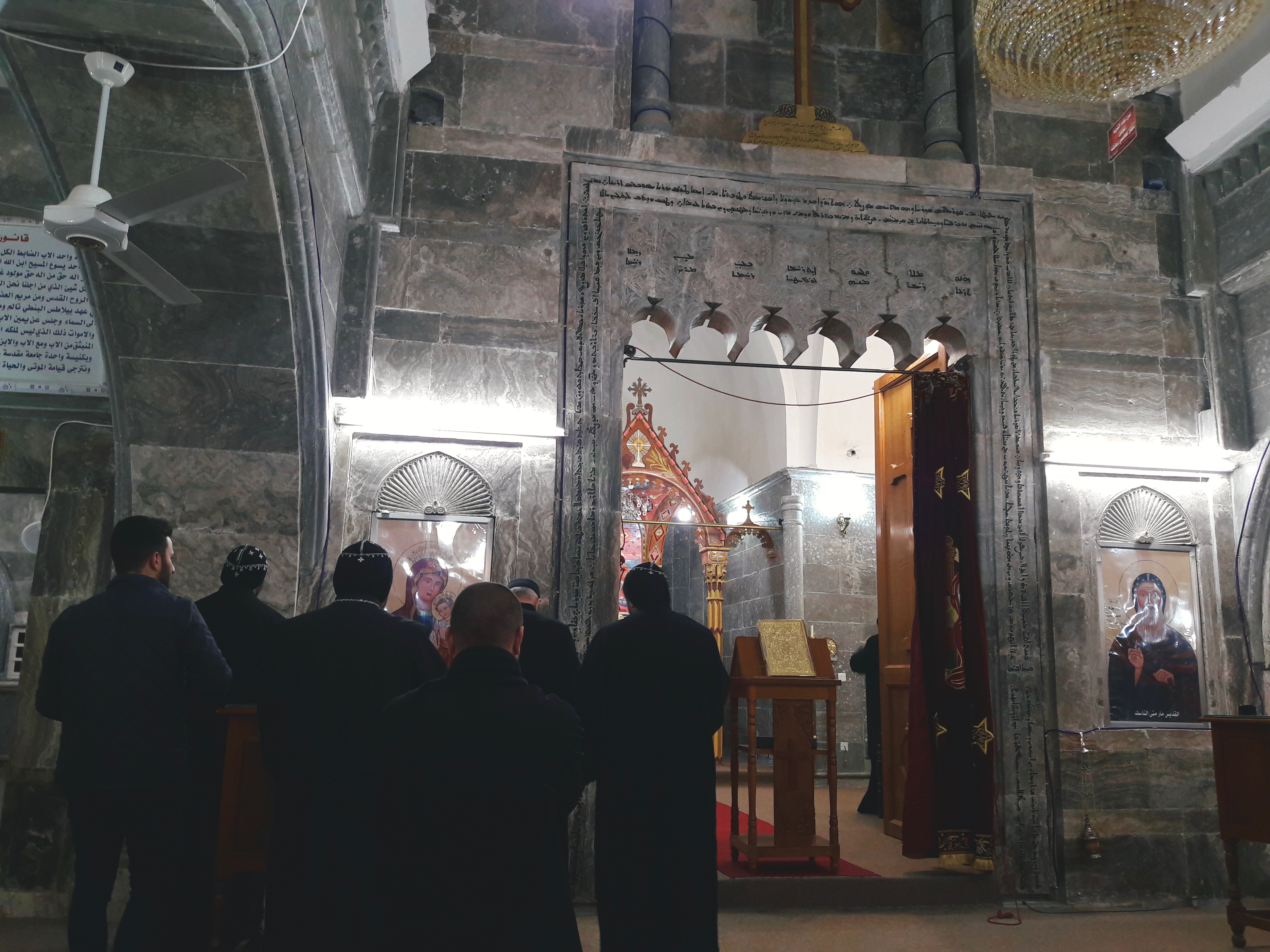
المسيحية السريانية، وهي ثراث ديني وثقافي مسيحي يُمارس من قبل الشعب الآشوري
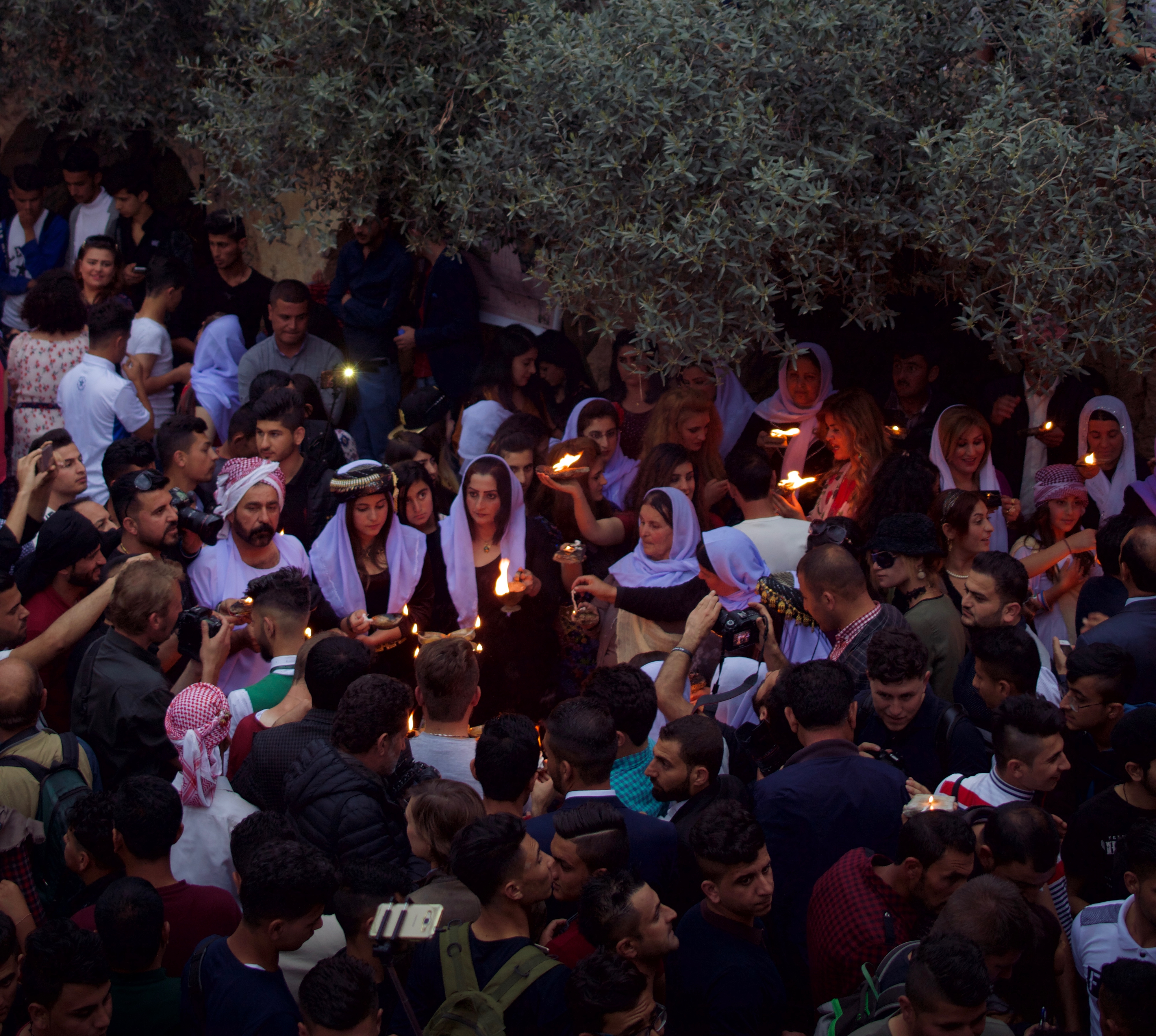
اليزيدية، ديانة تمارس من قبل الأيزيديين
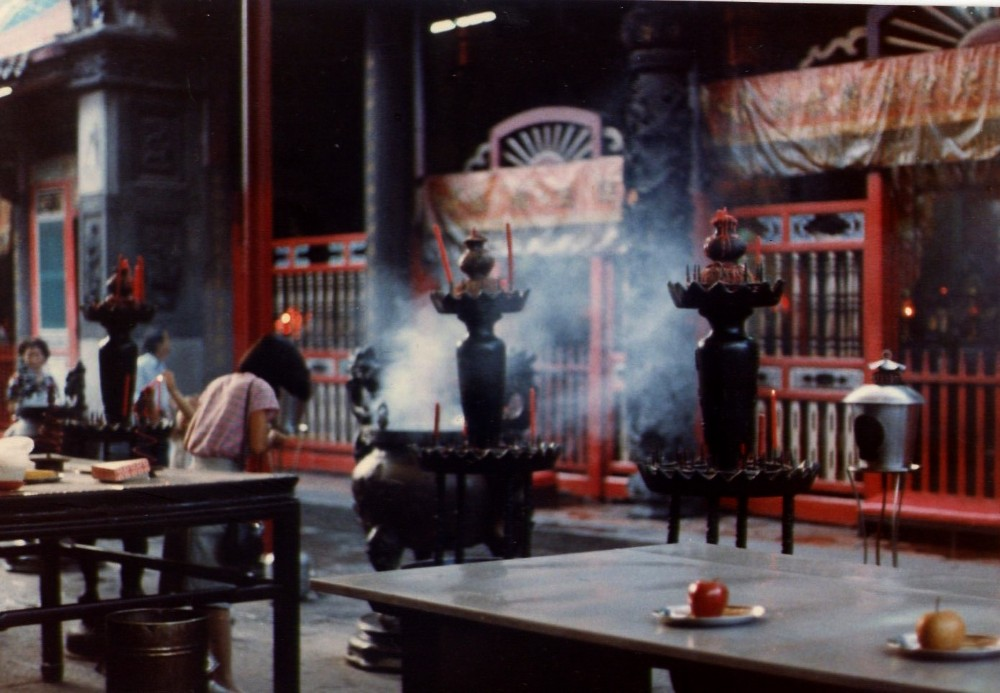
الديانة الشعبية الصينية، وهي معتقد يمارس من قبل الهان الصينيون